# Выборы в Сенат США в Коннектикуте (2022)
Выборы в Сенат США в Коннектикуте состоялись 8 ноября 2022 года. Победитель представит штат в верхней палате Конгресса США.
Действующий сенатор-демократ Ричард Блументал был впервые избран в 2010 году. На выборах 2016 года переизбран с 62,3% голосов, опередив республиканца Дэна Картера.
Внутрипартийные выборы в Коннектикуте состоялись 9 августа. По результатам всеобщих выборов Блументал был переизбран на третий срок.

## Праймериз Демократической партии

### Кандидаты

#### Номинант
- Ричард Блументал — действующий сенатор США от штата Коннектикут (с 2010 года)[4]

## Праймериз Республиканской партии

### Кандидаты

#### Номинант
- Леора Леви[англ.] — бизнесвумен, член Национального комитета Республиканской партии, бывший кандидат на пост посла США в Чили[англ.][5]

#### Участники праймериз
- Темис Кларидис — бывший лидер меньшинства в Палате представителей Коннектикута[6][7]
- Питер Лумай — адвокат, вечный кандидат[8]

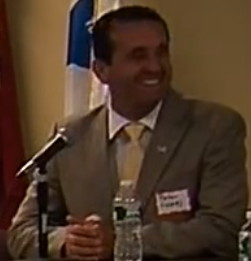
Питер Лумай

#### Исключённые из списка решением Съезда
- Николас Коннорс[9]
- Джон Флинн — политик, кандидат в Палату представителей Коннектикута[англ.] (2018, 2020)[10]
- Роберт Хайд[англ.] — ветеран корпуса морской пехоты США[11][12]

#### Отказавшиеся от выдвижения
- Джо Висконти — бывший член Совета города Уэст-Хартфорд, кандидат в Палату представителей США от 1-го округа Коннектикута (2008)[13]
- Дэн Картер[англ.] — бывший член Палаты представителей штата, кандидат в Сенат США (2016)[2]
- Боб Стефановски[англ.] — бизнесмен, кандидат на пост губернатора Коннектикута (2018)[14] (кандидат в губернаторы)

### Результаты

Результаты по округам:

| Кандидат | Кандидат       | Партия          | Голосов | %     |
| -------- | -------------- | --------------- | ------- | ----- |
|          | Леора Леви     | Республиканская | 46 774  | 50,58 |
|          | Темис Кларидис | Республиканская | 37 033  | 40,05 |
|          | Питер Лумай    | Республиканская | 8665    | 9,37  |
| Всего    | Всего          | Всего           | 92 472  | 100   |

## Всеобщие выборы

### Предвыборная статистика
Обозначения:
- Р — равенство
- НП — небольшое преимущество
- ДП — достаточное преимущество
- СП — существенное, но преодолимое преимущество
- ОП — огромное преимущество

| Источник                  | Рейтинг | По состоянию на: |
| ------------------------- | ------- | ---------------- |
| The Cook Political Report | ОП (Д)  | 22 сентября 2022 |
| Inside Elections          | ОП (Д)  | 23 сентября 2022 |
| Sabato's Crystal Ball     | ОП (Д)  | 31 августа 2022  |
| Politico                  | СП (Д)  | 5 сентября 2022  |
| RealClearPolitics         | СП (Д)  | 20 сентября 2022 |
| Fox News                  | СП (Д)  | 20 сентября 2022 |
| DDHQ                      | ОП (Д)  | 12 сентября 2022 |
| 538                       | ОП (Д)  | 22 сентября 2022 |
| The Economist             | ОП (Д)  | 15 сентября 2022 |

### Дебаты
| N.                                                                                         | Дата                                                                                       | Организатор                                                                                | Модератор                                                                                  | Ссылка                                                                                     | Участники | Участники |
| У Участвовал A Отсутствовал Н Не приглашённый П Приглашённый С Снялся O Не вступил в гонку | У Участвовал A Отсутствовал Н Не приглашённый П Приглашённый С Снялся O Не вступил в гонку | У Участвовал A Отсутствовал Н Не приглашённый П Приглашённый С Снялся O Не вступил в гонку | У Участвовал A Отсутствовал Н Не приглашённый П Приглашённый С Снялся O Не вступил в гонку | У Участвовал A Отсутствовал Н Не приглашённый П Приглашённый С Снялся O Не вступил в гонку |           |           |
| У Участвовал A Отсутствовал Н Не приглашённый П Приглашённый С Снялся O Не вступил в гонку | У Участвовал A Отсутствовал Н Не приглашённый П Приглашённый С Снялся O Не вступил в гонку | У Участвовал A Отсутствовал Н Не приглашённый П Приглашённый С Снялся O Не вступил в гонку | У Участвовал A Отсутствовал Н Не приглашённый П Приглашённый С Снялся O Не вступил в гонку | У Участвовал A Отсутствовал Н Не приглашённый П Приглашённый С Снялся O Не вступил в гонку | Блументал | Леви      |
| ------------------------------------------------------------------------------------------ | ------------------------------------------------------------------------------------------ | ------------------------------------------------------------------------------------------ | ------------------------------------------------------------------------------------------ | ------------------------------------------------------------------------------------------ | --------- | --------- |
| 1                                                                                          | 2 ноября 2022                                                                              | Channel 3, CT Insider                                                                      | Н/Д                                                                                        | YouTube                                                                                    | У         | У         |

### Опросы
Агрегированный источник
| Источник            | Период                        | По состоянию на  | Ричард Блументал (Д) | Леора Леви (Р) | Другие | Преимущество    |
| ------------------- | ----------------------------- | ---------------- | -------------------- | -------------- | ------ | --------------- |
| Real Clear Politics | 10–23 октября 2022            | 30 октября 2022  | 52,7%                | 41,7%          | 5,6%   | Блументал +11,0 |
| FiveThirtyEight     | 15 сентября – 19 октября 2022 | 30 октября 2022  | 53,4%                | 40,9%          | 5,7%   | Блументал +12,4 |
| 270towin            | 7–21 сентября 2022            | 30 октября 2022  | 52,7%                | 41,7%          | 5,6%   | Блументал +11,0 |
| Среднее значение    | Среднее значение              | Среднее значение | 52,9%                | 41,4%          | 5,7%   | Блументал +11,5 |

Графическое представление
| Источник опроса                | Период проведения   | Размер выборки | Уровень погрешности | Ричард Блументал (Д) | Леора Леви (Р) | Другие/ Неопределившиеся |
| ------------------------------ | ------------------- | -------------- | ------------------- | -------------------- | -------------- | ------------------------ |
| Long Island University         | 24–26 октября 2022  | 1004 (В)       | ±3,0%               | 51%                  | 26%            | 23%                      |
| Quinnipiac University          | 19–23 октября 2022  | 1879 (ПИ)      | ±2,3%               | 56%                  | 41%            | 3%                       |
| Emerson College                | 19–21 октября 2022  | 1000 (ПИ)      | ±3,0%               | 53%                  | 40%            | 7%                       |
| Emerson College                | 19–21 октября 2022  | 1000 (ПИ)      | ±3,0%               | 54%                  | 42%            | 4%                       |
| Fabrizo, Lee & Associates (R)  | 10–13 октября 2022  | 1200 (ПИ)      | ±2,8%               | 49%                  | 44%            | 7%                       |
| Western New England University | 15–21 сентября 2022 | 766 (ЗИ)       | ±3,2%               | 51%                  | 37%            | 12%                      |
| Western New England University | 15–21 сентября 2022 | 626 (ПИ)       | ±4,8%               | 53%                  | 40%            | 7%                       |
| Quinnipiac University          | 15–19 сентября 2022 | 1911 (ПИ)      | ±2,2%               | 57%                  | 40%            | 4%                       |
| Emerson College                | 7–9 сентября 2022   | 1000 (ПИ)      | ±3,0%               | 49%                  | 36%            | 15%                      |
| McLaughlin & Associates (R)    | 26–27 июля 2022     | 500 (ПИ)       | ±4,4%               | 45%                  | 33%            | 22%                      |
| Emerson College                | 10–11 мая 2022      | 1000 (ЗИ)      | ±3,0%               | 52%                  | 36%            | 11%                      |

Ричард Блументал vs. Темис Кларидис
| Источник опроса             | Период проведения | Размер выборки | Уровень погрешности | Ричард Блументал (Д) | Темис Кларидис (Р) | Другие/ Неопределившиеся |
| --------------------------- | ----------------- | -------------- | ------------------- | -------------------- | ------------------ | ------------------------ |
| McLaughlin & Associates (R) | 26–27 июля 2022   | 500 (ПИ)       | ±4,4%               | 45%                  | 34%                | 21%                      |
| Emerson College             | 10–11 мая 2022    | 1000 (ЗИ)      | ±3,0%               | 50%                  | 40%                | 10%                      |

Ричард Блументал vs. Питер Лумай
| Источник опроса | Период проведения | Размер выборки | Уровень погрешности | Ричард Блументал (Д) | Питер Лумай (Р) | Другие/ Неопределившиеся |
| --------------- | ----------------- | -------------- | ------------------- | -------------------- | --------------- | ------------------------ |
| Emerson College | 10–11 мая 2022    | 1000 (ЗИ)      | ±3,0%               | 51%                  | 35%             | 14%                      |

Ричард Блументал vs. любой оппонент
| Источник опроса             | Период проведения | Размер выборки | Уровень погрешности | Ричард Блументал (Д) | ЛО  | Неопределившиеся |
| --------------------------- | ----------------- | -------------- | ------------------- | -------------------- | --- | ---------------- |
| McLaughlin & Associates (R) | 26–27 июля 2022   | 500 (ПИ)       | ±4,4%               | 41%                  | 47% | 12%              |

### Результаты
| Кандидат | Кандидат                   | Партия             | Голосов   | %     |
| -------- | -------------------------- | ------------------ | --------- | ----- |
|          | Ричард Блументал (действ.) | Демократическая    | 723 864   | 57,45 |
|          | Леора Леви                 | Республиканская    | 535 943   | 42,54 |
|          | Вписанный кандидат         | Вписанный кандидат | 80        | 0,01  |
| Всего    | Всего                      | Всего              | 1 259 887 | 100   |